# Discografia de Roddy Ricch
A discografia de Roddy Ricch, um rapper americano consiste em 1 álbuns de estúdio, 17 singles e 2 mixtapes.

## Álbuns
| Álbum                                 | Detalhes                                                                                              | Melhores posições nas tabelas musicas | Melhores posições nas tabelas musicas | Melhores posições nas tabelas musicas | Melhores posições nas tabelas musicas | Melhores posições nas tabelas musicas | Melhores posições nas tabelas musicas | Melhores posições nas tabelas musicas | Melhores posições nas tabelas musicas | Melhores posições nas tabelas musicas | Melhores posições nas tabelas musicas | Certificações                |
| Álbum                                 | Detalhes                                                                                              | EUA                                   | EUA R&B /HH                           | AUS                                   | CAN                                   | FRA                                   | IRL                                   | NLD                                   | NZL                                   | SUE                                   | UK                                    | Certificações                |
| ------------------------------------- | --- | ------------------------------------- | ------------------------------------- | ------------------------------------- | ------------------------------------- | ------------------------------------- | ------------------------------------- | ------------------------------------- | ------------------------------------- | ------------------------------------- | ------------------------------------- | ---------------------------- |
| Please Excuse Me for Being Antisocial | - Lançamento: 6 de dezembro de 2019 - Gravadora: Atlantic - Formatos: CD, streaming, download digital | 1                                     | 1                                     | 29                                    | 2                                     | 39                                    | 30                                    | 3                                     | 22                                    | 10                                    | 13                                    | - RIAA: Platina - RMNZ: Ouro |

### Mixtapes
| Feed Tha Streets                                                           | - Lançamento: 22 de novembro de 2017 - Gravadora: Bird Vision Entertainment - Formatos: Download digital           | —  | —  | —  | —  | —  |              |
| Feed Tha Streets II                                                        | - Lançamento: 2 de novembro de 2018 - Gravadora: Bird Vision Entertainment - Formatos: Download digital, streaming | 67 | 36 | 84 | 67 | 86 | - RIAA: Ouro |
| "—" denota a mixtape não entrou nas paradas ou não foram lançados no país. | |    |    |    |    |    |              |

## Singles

### Como artista principal
| Ano                                                                            | Canção                                                   | Melhores posições nas tabelas musicas | Melhores posições nas tabelas musicas | Melhores posições nas tabelas musicas | Melhores posições nas tabelas musicas | Melhores posições nas tabelas musicas | Melhores posições nas tabelas musicas | Melhores posições nas tabelas musicas | Melhores posições nas tabelas musicas | Melhores posições nas tabelas musicas | Melhores posições nas tabelas musicas | Certificações                                                                                        | Álbum                                 |
| Ano                                                                            | Canção                                                   | EUA                                   | EUA R&B /HH                           | AUS                                   | CAN                                   | FRA                                   | IRL                                   | NLD                                   | NZL                                   | SUE                                   | UK                                    | Certificações                                                                                        | Álbum                                 |
| ------------------------------------------------------------------------------ | -------------------------------------------------------- | ------------------------------------- | ------------------------------------- | ------------------------------------- | ------------------------------------- | ------------------------------------- | ------------------------------------- | ------------------------------------- | ------------------------------------- | ------------------------------------- | ------------------------------------- | --- | ------------------------------------- |
| 2017                                                                           | "Chase Tha Bag"                                          | —                                     | —                                     | —                                     | —                                     | —                                     | —                                     | —                                     | —                                     | —                                     | —                                     | | Feed Tha Streets                      |
| 2017                                                                           | "Hoodricch"                                              | —                                     | —                                     | —                                     | —                                     | —                                     | —                                     | —                                     | —                                     | —                                     | —                                     | | Feed Tha Streets                      |
| 2017                                                                           | "Fucc It Up"                                             | —                                     | —                                     | —                                     | —                                     | —                                     | —                                     | —                                     | —                                     | —                                     | —                                     | | Feed Tha Streets                      |
| 2018                                                                           | "Die Young"                                              | 99                                    | 38                                    | —                                     | —                                     | —                                     | —                                     | —                                     | —                                     | —                                     | 84                                    | - RIAA: 2× Platina - BPI: Prata - MC: Ouro                                                           | Feed Tha Streets II                   |
| 2018                                                                           | "Ricch Forever"                                          | —                                     | —                                     | —                                     | —                                     | —                                     | —                                     | —                                     | —                                     | —                                     | —                                     | | Não adicionado à nenhum álbum         |
| 2018                                                                           | "Every Season"                                           | —                                     | 48                                    | —                                     | —                                     | —                                     | —                                     | —                                     | —                                     | —                                     | —                                     | - RIAA: Platina                                                                                      | Feed Tha Streets II                   |
| 2018                                                                           | "Project Dreams" (com Marshmello)                        | —                                     | 46                                    | —                                     | —                                     | —                                     | 87                                    | —                                     | —                                     | —                                     | —                                     | - RIAA: Platina                                                                                      | Não adicionado à nenhum álbum         |
| 2019                                                                           | "How It Is" (com Yxng Bane e Chip com part. de The Plug) | —                                     | —                                     | —                                     | —                                     | —                                     | —                                     | —                                     | —                                     | —                                     | 18                                    | - BPI: Prata                                                                                         | Não adicionado à nenhum álbum         |
| 2019                                                                           | "Out Tha Mud"                                            | —                                     | —                                     | —                                     | —                                     | —                                     | —                                     | —                                     | —                                     | —                                     | —                                     | | Não adicionado à nenhum álbum         |
| 2019                                                                           | "Big Stepper"                                            | 98                                    | 43                                    | —                                     | —                                     | —                                     | —                                     | —                                     | —                                     | —                                     | —                                     | - RIAA: Ouro                                                                                         | Please Excuse Me for Being Antisocial |
| 2019                                                                           | "Start wit Me" (com part. de Gunna)                      | 56                                    | 25                                    | —                                     | 63                                    | —                                     | —                                     | —                                     | —                                     | —                                     | —                                     | - RIAA: Platina                                                                                      | Please Excuse Me for Being Antisocial |
| 2019                                                                           | "Tip Toe" (com part. de A Boogie wit da Hoodie)          | 73                                    | 32                                    | —                                     | 71                                    | —                                     | —                                     | —                                     | —                                     | —                                     | —                                     | - RIAA: Ouro                                                                                         | Please Excuse Me for Being Antisocial |
| 2020                                                                           | "The Box"                                                | 1                                     | 1                                     | 4                                     | 1                                     | 7                                     | 2                                     | 4                                     | 1                                     | 5                                     | 2                                     | - RIAA: 7× Platina - PMB: Diamante - ARIA: 2× Platina - BPI: Platina - RMNZ: Platina - SNEP: Platina | Please Excuse Me for Being Antisocial |
| 2020                                                                           | "High Fashion" (com part. de DJ Mustard)                 | 20                                    | 15                                    | 87                                    | 30                                    | —                                     | 48                                    | 91                                    | 25                                    | —                                     | 45                                    | - RIAA: 2× Platina                                                                                   | Please Excuse Me for Being Antisocial |
| "—" denota canções que não entraram nas paradas ou não foram lançados no país. |                                                          |                                       |                                       |                                       |                                       |                                       |                                       |                                       |                                       |                                       |                                       | |                                       |